# 長野県道283号美ヶ原公園線
長野県道283号美ヶ原公園線（ながのけんどう283ごう うつくしがはらこうえんせん）は、長野県松本市を走る一般県道。松本市入山辺から終点までは長野県道67号松本和田線と重複。

## 概要

### 路線データ
- 起点:松本市大字入山辺字美ヶ原（美ヶ原王ヶ頭）
- 終点:松本市城東2丁目（城東二丁目交差点、国道143号交点）

## 通過する自治体
- 松本市

## 接続・交差する道路
- 長野県道67号松本和田線
- 長野県道297号兎川寺鎌田線（兎川寺交差点）
- 長野県道285号湯の原荒町線（松本市里山辺、信号機なし）
- 長野県道284号惣社岡田線（惣社交差点）
- 国体道路（やまびこ道路）（桜橋東交差点）
- 国道143号（城東二丁目交差点、起点）